# Парафіло Терентій Михайлович
Терентій Михайлович Парафіло (10 листопада 1901 року, село Броварки, Полтавська губернія, нині Глобинський район, Полтавська область — 24 червня 1943 року , Липецьк) — радянський військовий діяч, генерал-майор берегової служби (1941 рік).

## Початкова біографія
Терентій Михайлович Парафіло народився 10 листопада 1901 року в селі Броварки Полтавської губернії, нині Глобинського району Полтавської області.
Після закінчення двох курсів Полтавського інституту народної освіти з 1921 року працював учителем у сільській школі.

## Військова служба

### Довоєнний час
У серпні 1922 року був призваний до лав РСЧА, після чого служив червоноармійцем і вчителем 32-го стрілецького полку в Петрограді, з серпня 1923 року — вчителем окремої вартової роти, батальйону в Кронштадті, а з жовтня 1925 року політруком, командиром роти, начальником полкової школи, командиром навчального батальйону, начальником штабу полку і командиром полку в Кронштадтському фортечному стрілецькому полку.
У 1930 році закінчив курси удосконалення комскладу «Постріл».
У липні 1939 року був призначений на посаду командира окремої спеціальної стрілецької бригади. Перебуваючи на посаді командира лижного батальйону моряків, брав участь в бойових діях в ході радянсько-фінської війни, за що був нагороджений орденом Червоної Зірки .
У травні 1940 року Парафіло був призначений на посаду командира 1-ї особливої бригади морської піхоти .

### Друга Світова війна
Бригада під командуванням Парафіло брала участь в ході оборони Талліна, діючи разом з 10-м стрілецьким корпусом, загонами народного ополчення за підтримки кораблів Балтійського флоту, берегових і зенітних батарей, а у вересні 1941 року бригада поряд з іншими частинами і з'єднаннями Ленінградського фронту розгромила угруповання противника, що вийшла до Червоного Села .
4 жовтня 1-а особлива бригада морської піхоти була перетворена в 7-у окрему бригаду морської піхоти, а Терентій Михайлович Парафіло був призначений на посаду командира. У складі Ленінградського фронту бригада вела бойові дії в районі Колпіно на рубежі Московська Слов'янка — Пулково.
17 грудня 1941 роки 7-а окрема бригада морської піхоти була перетворена в 72-у стрілецьку дивізію, а Парафіло був призначений її командиром. Дивізія вела оборону на південних підступах до Ленінграда на рубежі радгосп Молочний — радгосп Пушкінський — Путролово. 27 квітня 1942 року дивізія була виведена в резерв для поповнення особовим складом і технікою, а Терентій Михайлович Парафіло в травні цього ж року був направлений на навчання на прискорений курс при Вищій військовій академії імені К. Є. Ворошилова, після закінчення якого 25 листопада був призначений на посаду командира 5-го повітряно-десантного корпусу в складі Московського військового округу. У грудні корпус був перетворений в 7-у гвардійську повітряно-десантну дивізію, а Парафіло був призначений на посаду командира дивізії. Дивізія формувалася в Раменському (Московська область).
У лютому 1943 року дивізія була включена до складу 68-ї армії Особливої групи військ під командуванням генерала М. С. Хозина, що діяла в складі Північно-Західного фронту і була призначена для розгрому Демянскої групи супротивника.
24 червня 1943 року, після важкої хвороби, Терентій Михайлович Парафіло помер в евакогоспіталі в Липецьку. Похований в Раменському Московської області.

## Нагороди
- Орден Червоного Прапора ;
- Орден Червоної Зірки .